# Jamadagni

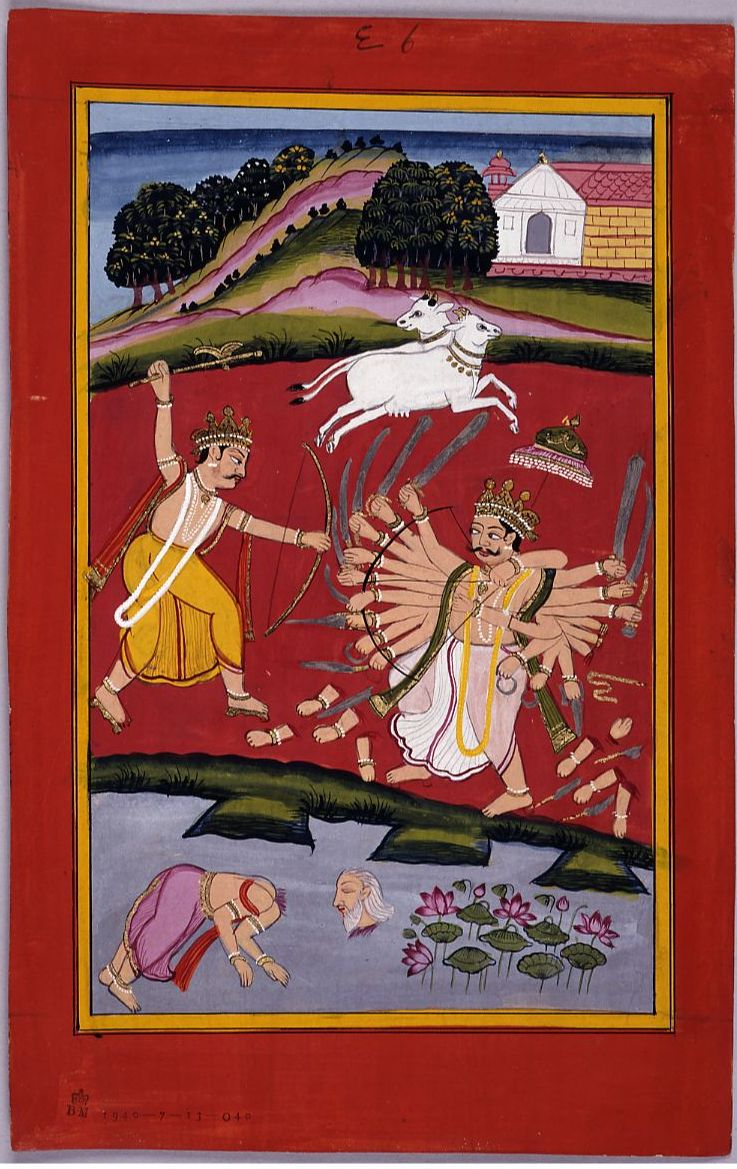
Parashurama rächt seinen toten Vater Jamadagni

Jamadagni (Sanskrit जमदग्नि jamadagni m.) war ein Brahmane, der zu den Rishis gerechnet wird.

## Familie
Jamadagni gehörte zum Geschlecht der Bhargava. Sein Vater war Richika und seine Mutter Satyavati. Mit seiner Frau Renuka zeugte er fünf Söhne: Rumanvat, Sushena, Vasu, Vishvavasu und Parashurama, der sechsten Avatar Vishnus.

## Leben
Satyavati war eine Tochter von Gadhi, der als König zur Kriegerkaste der Kshatriya gehörte. Als sie und ihre Mutter gleichzeitig schwanger wurden, bereitete Richika, der zur Brahmanenkaste gehörte, zwei Mahlzeiten, eine für seine Frau Satyavati,  die sichern sollte, dass der Sohn wie der Vater Brahmane werde, und eine für ihre Mutter, damit deren Sohn ein Kshatrya werde. Da aber die beiden Speisen verwechselt wurde, kam der Brahmanensohn Jamadagni mit den Eigenschaften eines Kshatrya auf die Welt, während sein Onkel Vishvamitra die Eigenschaften eines Brahmanen bekam.
Jamadagni ehelichte Renuka, die Tochter von Prasenajit. Das Paar lebte als Einsiedler im Wald und bekam fünf Söhne.
Jamadagni hatte eine heilige Kuh, Surabhi, die alle Wünsche erfüllte. Als Jamadagni und seine Söhne abwesend waren, besuchte der tausendarmige König Kartavirya die Einsiedelei, fällte die Bäume und raubte die Wunschkuh. Parashurama rächte sich, indem er Kartavirya seine tausend Hände abschlug und ihn schließlich mit seinen Pfeilen tötete. Dessen Söhne stürmten danach zur Einsiedelei und töteten den wehrlosen Jamadagni, worauf Parashurama den Schwur aussprach, dass er alle Kshatryas töten wolle.